# Megalomma trioculatum
Megalomma trioculatum är en ringmaskart som beskrevs av Reish 1968. Megalomma trioculatum ingår i släktet Megalomma och familjen Sabellidae. Inga underarter finns listade i Catalogue of Life.